# Městská autobusová doprava v Užhorodu
Městská hromadná doprava v Užhorodu, oblastním městě Zakarpatské oblasti na Ukrajině, je tvořena 20 autobusy. Je tvořena sítí 13 linek, provozovaných městským dopravním podnikem Užhorod. Vozový park se skládá z třinácti vozů ukrajinské výroby. Jízdné se platí pro každou jízdu zvlášť a je ve výši 12 hřiven.
V 70. letech 20. století bylo plánováno postavení trolejbusové sítě, ke které ale z neznámých důvodů nedošlo. Před rokem 2018 se autobusy běžné velikosti (12 metrů) nevyužívaly a dopravu zde provozovaly maršrutky. Stále zde provozují 18 linek soukromí dopravci, které provozují maršrutky.

## Vozový park
- Elektron A18501

## Linky
stav 2016
- 1 – Náměstí Šándora Petőfiho – čtvrť Dravci – vesnice Velyki Baranynci
- 2 – Náměstí Šándora Petőfiho – Horjany – čtvrť 555
- 3 – Náměstí Šándora Petőfiho – Čornovola
- 4 – Korijatovyčovo náměstí – Užhorodská národní univerzita/Verchovyňska
- 5 – Korijatovyčovo náměstí – Vlakové nádraží
- 6 – Korijatovyčovo náměstí – Užhorodská národní univerzita
- 7 – Hruševského – Kotliarevského
- 7D – Hruševského – Dachnyi masyv Shakhta
- 8 – Čornovola – Užhorodská národní univerzita
- 9 – Kotliarevského – Trh
- 10 – Hobbymarket Nova Linia – Horjany
- 11 – Korijatovyčovo náměstí – Hobbymarket Nova Linia – Volodymyrska
- 12K – Korijatovyčovo náměstí – vesnice Rozivka
- 12P – Náměstí Šándora Petefiho – vesnice Rozivka
- 14 – Korijatovyčovo náměstí – Čornovola
- 15 – Panasa Myrnoho – vesnice Velyki Onokivtsi – Dovha
- 17 – Kotliarevského – Užhorodská národní univerzita
- 19 – KPP Užhorod – Vlakové nádraží – Trh
- 20 – Korjatoyčovo náměstí – Trh
- 21 – Čornovola – Trh
- 22 – Čornovola – Peremohy (Vítězství) – Korijatovyčovo náměstí
- 24 – Volodymyrs'ka ulice – NPO Reabilitatsiia
- 26 – čtvrť 555 – čtvrť Horjany  – Užhorodská národní univerzita
- 27 – VŠ kultury a umění – Užhorodská národní univerzita
- 38 – Čornovola – Užhorodská národní univerzita[4]
- 156 – Čornovola – hřbitov Barvinkoš
- 158 – Korijatovyčovo náměstí – hřbitov Barvinkoš